# 克莱纳尔
克莱纳尔是奥地利萨尔茨堡州蓬高地区圣约翰县的一个市镇。总面积70.5平方公里，总人口743人，人口密度10.5人/平方公里（2001年）。